# Krzysztoł Wołk
Krzysztoł Wołk é um escritor, investigador, revisor de artigos científicos mundialmente conhecido bem como um professor de informática polaco especializado em tais áreas como: inteligência artificial, aprendizagem automática, aplicações móveis, engenharia linguística, multimédias, NLP e programas gráficos. Os seus trabalhos de investigação foram citados em mais de 70 publicações científicas internacionais, livros e pesquisas. 
É um membro do comité científico Health and Social Care Information Systems and Technologies (HCist), isto é, a conferência internacional recolhendo ideias, novas tecnologias, cientistas universitários, especialistas de TI e de cuidados de saúde, managers e fornecedores das soluções TI de todo o mundo.
As suas pesquisas na área de métodos estatísticos da aprendizagem automática foram reconhecidas como umas das mais citadas de todo o mundo. 
Wołk é um membro de Scientific Committee-Reviewers at Research Conference in Technical Disciplines (RCITD) com a sede na Eslováquia que reúne cientistas universitários e investigadores de todo o mundo.

## Curriculum vitae
Em 2016 obteve o título de doutor da Academia Polaco-Japonesa das Técnicas de Computarização de Varsóvia, Polónia.
Atualmente trabalha enquanto investigador e docente na Academia Polaco-Japonesa das Técnicas de Computarização de Varsóvia(PJATK), Polónia. As suas atividades não se limitam somente ao estabelecimento em que ensina mas também partilha os seus conhecimentos com todo o mundo em vários fóruns. Visitando o seu site em que publica os seus livros, artigos científicos, manuais e resultados dos testes do equipamento fica-se com a impressão de imergir no mar de sabedoria. A página chama-se WOLK,  é disponível ao público e contém as pesquisas mais recentes, livros, artigos e outros materiais multimédia.

## Realizações
Editou muitos livros, publicações científicas e artigos que se tornaram uma fonte de conhecimentos para os investigadores bem como para os leitores das publicações de ciência popular. Publicou três livros: Bíblia Windows Servidor 2012. Manual do Administrador, Mac OS X Servidor 10.8 e Guia Prático do MAC OS X Servidor 10.6 e 10.7, citados por vários investigadores em manuais académicos, publicações científicas e artigos.
As suas pesquisas sobre os Métodos Estatísticos Polaco-Ingleses da Tradução Automática foram publicadas no livro New Research in Multimedia and Internet Systems. Os seus trabalhos relativos aos sistemas de tradução automática foram mencionados nos livros seguintes: New Perspective in Information System and Technologies Volume 1, Multimedia and Network Information System e Recent Advances in Information Systems and Technologies, Volume 1.
Wołk é o titular dos certificados confiáveis dos gigantes da multimédia e da tecnologia como: Apple, Microsoft, Adobe, EITCA e w3schools.
É autor (ou coautor) de mais de 100 publicações científicas que abriram novos caminhos criativos e inovadores ao público no mapa do mundo digital.